# Pandaloidea
Pandaloidea er en overfamilie i underordenen ægte rejer, den består af familien Pandalidae (omkring 200 arter) og familien Thalassocarididae (fire arter).
- Underfamilier:
- Pandalidae Haworth, 1825
- Thalassocarididae Bate, 1888